# Karl Amoussou
Karl Amoussou (Paris, 21 de novembro de 1985) é um lutador francês de artes marciais mistas, atualmente compete no Peso Meio Médio que já lutou em organizações tais como M-1 Global, DREAM e Strikeforce, Cage Warriors e Bellator MMA.

## Carreira no MMA
Karl (apelido Psycho) é um membro da Team France e Team "Haute Tension". Seus treinadores são o lutador do PRIDE Fighting Championships e o seu irmão mais velho Bertrand Amoussou-Guenou e Jean-Marie Mechet.
Karl era esperado para comandar o M-1 Global Presents: Breakthrough contra o top contender Nick Thompson, mas seu oponente depois foi John Doyle devido à uma lesão sofrida por Thompson durante os treinos.
Karl assinou um contrato exclusivo de quatro lutas com a promoção japonesa Dream e a promoção norte-americana Strikeforce. Ele lutou no Strikeforce contra o veterano do UFC Trevor Prangley e no Dream contra o veterano do Pride Kazuhiro Nakamura. Em Abril de 2011, ele derrotou Nathan Shouteren por decisão após uma luta espetacular onde ele mostrou seu estilo de "Psycho" novamente.
Em Novembro de 2010, ele foi às seleções do The Ultimate Fighter em Las Vegas, mas sua categoria de peso não foi selecionada.

### Bellator MMA
Amoussou então assinou um contrato com o Bellator e fez sua estréia em 21 de Maio de 2011 contra Sam Alvey no Bellator 45, perdendo por decisão dividida. Ele se recuperou com uma vitória por nocaute técnico sobre Jesus Martinez no Bellator 59 em Novembro de 2011.
Amoussou então fez parte do Torneio de Meio Médios da Sexta Temporada. Ele era esperado para enfrentar War Machine no round de abertura do torneio no Bellator 63. Porém, War Machine recebeu sentença de um ano de prisão por um assalto em Las Vegas, Nevada e ele foi forçado a se retirar da luta e do torneio. Ele permaneceu, enfrentou Chris Lozano e venceu por finalização no primeiro round.
Nas semifinais no Bellator 69, Amoussou enfrentou o invicto David Rickels. A luta foi bem equilibrada com Amoussou recebeu diversos chutes genitais. No fim, Amoussou venceu a luta por decisão dividida.
Amoussou enfrentou Bryan Baker em 20 de Julho de 2012 nas finais no Bellator 72. Ele venceu a luta por finalização em menos de um minuto de luta, ganhando $100,000 e uma chance pelo título. Ele então enfrentou o Campeão Meio Médio Ben Askren no Bellator 86, e perdeu por interrupção médica ao fim do terceiro round.
Amoussou enfrentou David Gomez em 18 de Abril de 2014 no Bellator 117, ele venceu por decisão dividida. Na sua luta seguinte ele enfrentou Fernando Gonzalez em 25 de Julho de 2014 no Bellator 122 e foi derrotado por decisão unânime.

## Campeonatos e realizações
- Bellator MMA
  - Vencedor do Torneio de Meio Médio da Sexta Temporada do Bellator
  - Finalização do Ano de 2012 do Bellator (contra Bryan Baker)

## Cartel no MMA
| Cartel no MMA   |             |            |
| 29 lutas        | 20 vitórias | 7 derrotas |
| Por nocaute     | 4           | 2          |
| Por finalização | 12          | 0          |
| Por decisão     | 4           | 5          |
| Empates         | 2           | 2          |

| Res.    | Cartel | Oponente                      | Método                                     | Evento                                     | Data       | Round | Tempo | Local                     | Notas                                                       |
| ------- | ------ | ----------------------------- | ------------------------------------------ | ------------------------------------------ | ---------- | ----- | ----- | ------------------------- | ----------------------------------------------------------- |
| Vitória | 20-7-2 | Abdulmajid Magomedov          | Finalização (armlock)                      | Abu Dhabi Warriors 3                       | 03/10/2015 | 1     | 3:43  | Abu Dhabi                 |                                                             |
| Vitória | 19-7-2 | Florent Betorangal            | Finalização (chave de calcanhar)           | WWFC Cage Encounter 4                      | 19/09/2015 | 1     | 3:03  | Paris                     |                                                             |
| Vitória | 18-7-2 | Felipe Salvador Nsue Ayiugono | Finalização (chave de braço)               | Fightor 1                                  | 17/01/2015 | 3     | N/A   | Charleroi                 |                                                             |
| Derrota | 17-7-2 | Fernando Gonzalez             | Decisão (unânime)                          | Bellator 122                               | 25/07/2014 | 3     | 5:00  | Temecula, California      |                                                             |
| Vitória | 17-6-2 | David Gomez                   | Decisão (dividida)                         | Bellator 117                               | 18/04/2014 | 3     | 5:00  | Council Bluffs, Iowa      |                                                             |
| Derrota | 16-6-2 | Paul Bradley                  | Decisão (unânime)                          | Bellator 104                               | 18/10/2013 | 3     | 5:00  | Cedar Rapids, Iowa        |                                                             |
| Derrota | 16–5–2 | Ben Askren                    | Nocaute Técnico (interrupção médica)       | Bellator 86                                | 24/01/2013 | 3     | 5:00  | Thackerville, Oklahoma    | Pelo Cinturão Meio Médio do Bellator.                       |
| Vitória | 16–4–2 | Bryan Baker                   | Finalização (chave de calcanhar invertida) | Bellator 72                                | 20/07/2012 | 1     | 0:56  | Tampa, Florida            | Final do Torneio de Meio Médios da 6ª Temporada.            |
| Vitória | 15–4–2 | David Rickels                 | Decisão (dividida)                         | Bellator 69                                | 18/05/2012 | 3     | 5:00  | Lake Charles, Louisiana   | Semifinal do Torneio de Meio Médios da 6ª Temporada.        |
| Vitória | 14–4–2 | Chris Lozano                  | Finalização (mata leão)                    | Bellator 63                                | 30/03/2012 | 1     | 2:05  | Uncasville, Connecticut   | Quartas de Final do Torneio de Meio Médios da 6ª Temporada. |
| Vitória | 13–4–2 | Jesus Martinez                | Nocaute Técnico (socos)                    | Bellator 59                                | 26/11/2011 | 1     | 2:20  | Atlantic City, New Jersey | Peso Casado (175 lb)                                        |
| Derrota | 12–4–2 | Sam Alvey                     | Decisão (dividida)                         | Bellator 45                                | 21/05/2011 | 3     | 5:00  | Lake Charles, Louisiana   |                                                             |
| Vitória | 12–3–2 | Nathan Schouteren             | Decisão (dividida)                         | Pancrase Fighting Championship 3           | 02/04/2011 | 2     | 5:00  | Marseille                 |                                                             |
| Derrota | 11–3–2 | Kazuhiro Nakamura             | Decisão (unânime)                          | Dream 15                                   | 10/07/2010 | 2     | 5:00  | Saitama, Saitama          |                                                             |
| Empate  | 11–2–2 | Trevor Prangley               | Empate Técnico (dedada no olho)            | Strikeforce Challengers: Kaufman vs. Hashi | 26/02/2010 | 1     | 4:14  | San Jose, California      |                                                             |
| Vitória | 11–2–1 | John Doyle                    | Finalização (mata leão)                    | M-1 Global Presents Breakthrough           | 28/08/2009 | 1     | 3:15  | Kansas City, Missouri     |                                                             |
| Vitória | 10–2–1 | Kazuhiro Hamanaka             | Nocaute (joelhada voadora)                 | M-1 Challenge 14: Japan                    | 29/04/2009 | 1     | 0:23  | Tokyo                     |                                                             |
| Vitória | 9–2–1  | Grégory Babene                | Finalização (chave de braço)               | 100 Percent Fight 1                        | 10/01/2009 | 2     | 3:05  | Paris                     |                                                             |
| Derrota | 8–2–1  | Lucio Linhares                | Nocaute Técnico (socos)                    | M-1 Challenge 10: Finland                  | 26/11/2008 | 1     | 4:52  | Helsinki                  |                                                             |
| Vitória | 8–1–1  | Min Suk-Heo                   | Decisão (dividida)                         | M-1 Challenge 8: USA                       | 29/10/2008 | 3     | 5:00  | Kansas City, Missouri     |                                                             |
| Vitória | 7–1–1  | Mike Dolce                    | Nocaute Técnico (chute no corpo)           | M-1 Challenge 5: Japan                     | 17/07/2008 | 2     | 0:41  | Tokyo                     |                                                             |
| Vitória | 6–1–1  | Dmitry Samoilov               | Nocaute (chute na cabeça)                  | M-1: Slamm                                 | 02/03/2008 | 1     | 0:18  | Flevolândia               |                                                             |
| Derrota | 5–1–1  | Arman Gambaryan               | Decisão (unânime)                          | M-1 MFC: Battle on the Neva                | 21/07/2007 | 3     | 5:00  | Saint Petersburg          |                                                             |
| Vitória | 5–0–1  | Mark O'Toole                  | Finalização (mata leão)                    | CWFC: Enter The Rough House 2              | 28/04/2007 | 1     | 2:38  | Nottingham                |                                                             |
| Vitória | 4–0–1  | Alexander Yakovlev            | Finalização (chave de braço)               | M-1 MFC: International Mix Fight           | 17/03/2007 | 1     | 1:44  | Saint Petersburg          |                                                             |
| Vitória | 3–0–1  | Brian Maulany                 | Finalização                                | Kickboxing Gala Free-Fight                 | 15/10/2006 | 1     | N/A   | Beverwijk                 |                                                             |
| Vitória | 2–0–1  | Lee Chadwick                  | Finalização (mata leão)                    | CWFC: Showdown                             | 16/09/2006 | 1     | 0:31  | Sheffield                 |                                                             |
| Vitória | 1–0–1  | Colin McKee                   | Finalização (triângulo)                    | 2H2H: Road to Japan                        | 18/06/2006 | 1     | 0:35  | Amsterdam                 |                                                             |
| Empate  | 0–0–1  | Marcello Salazar              | Empate                                     | Championnat D'Europe                       | 06/05/2006 | 2     | N/A   | Geneva                    |                                                             |